# 奈良原一高
奈良原一高（日语：／ Narahara Ikkō */?，1931年11月3日—2020年1月19日），日本当代摄影师。

## 生平
1931年生于福冈县大牟田市。1954年毕业于中央大學法学部。受奈良佛像的影响，进入早稻田大学研究生院学习艺术史。1956年在东京银座的松岛画廊举办首场个人摄影展《人之土地》，收录了军舰岛在1950年代中期生产生活的照片。1959年完成硕士学位课程。同年与东松照明、细江英公、川田喜久治、佐藤明、丹野章等爱好者组成摄影团队“VIVO”，对日本战后摄影史产生了深远影响。这个团体于1961年解散。之后，他在欧洲等地旅行，1962年至1965年主要居住在巴黎。1965年回到东京都。1970年至1974年在纽约市生活。1974年回国，主要在东京活动。1999年成为九州產業大學研究生院教授。
2002年至2003年在巴黎举办首场个人回顾展。2005年因蛛网膜下腔出血在东京都疗养。2020年1月19日因心力衰竭逝世。

## 荣誉
1958年获日本摄影评论家协会新人奖。1959年获第2届威尼斯国際摄影双年展铜奖。1967年获日本摄影评论家协会作家奖。1968获每日艺术奖和艺术选奖文部大臣奖。1986年获日本摄影协会年度奖。1996年获授紫綬褒章。2006年获授旭日小綬章。